# 深圳统租
深圳统租，是指政府主导，在深圳市的城中村实行的统租改造，从房东接收住房后，进行一定程度的室内装修、安装生活配套与家具，改为公寓。为深圳市城市更新的一部分。

## 背景
统一租赁简称统租，在台湾被称作包租代管，是指由政府或相关部门出资或管理的租赁房屋，并可能涉及到到改造，和周边环境建设，通常针对低收⼊群体或有特殊需求的⼈群提供的公共福利房屋。
深圳拥有约360平⽅公里城中村建筑，约占约20%土地⾯积，居住着超过1000万人口。⼀个最基本的共识是，城中村租住了大量深圳相对低收入的群体。在新加坡，大部分租客会选择组屋。台湾则是有社会住宅的模式，并且实行包租代管计划。
白芒社区地处深圳市南山区最北部，位于西丽水库和铁岗水库水源保护区之间，该社区由白芒和牛成两个自然村组成。这里离西丽地铁站较远，该城中村租金在南山较低，居住着不少在深圳南山周边制造业工厂上班的打工人。

## 经过
2017年，万科房地产公司施行了“万村计划”，以略高于市场价租金将房屋租下，然后经过改造之后移交给旗下的长租公寓品牌“泊寓”进行运营，不久后该计划停止。
2020年，蛋壳公寓暴雷，负责人被深圳市住建部约谈，部分业主因讨要租金聚众维权。
2021年，为加快解决新市民、青年人等群体住房问题，深圳提高了“十四五 ”规划的任务目标，2021年~2027年需筹建100万套保障性住房，城中村统租是最重要的部分，保障性租赁住房增加了20万套。2023年，需新开工建设60个项目，建设筹集16万套。
2022年2⽉28日，深圳市城中村保障性住房规模化品质化改造提升暨三宜小村建设动员会在龙华区元芬新村举⾏。活动现场，10个区签署了保障性住房建设筹集任务书，发布“深圳市城中村保障性住房规模化品质化改造提升点指引”，吹响深圳保障性住房建设筹集的“冲锋号”。
2023年3⽉28⽇，《关于加快发展保障性租赁住房的实施意见的通知》发布，市人才安居集团与宝安、龙华、光明签署合作协议，共同出资成立区级城中村改造公司，全力推动辖区城中村规模化租赁改造。
2023年5月末，南山区的大型城中村社区白芒村统租，大量租客离开，引发网络热议。

## 争议

### 租金上涨
房源供应短期内急剧减，租金上涨。

### 住房短缺
部分租客突然接到了搬迁通知书。仓促迁走，被房东下达“限时令”无多余时间寻找合适住房。

## 参阅
- 中华人民共和国保障性租赁住房
- 中华人民共和国保障性住房
- 台湾社会住宅
- 国民住宅
- 组屋
- 公营住宅
- 经济适用房
- 廉租房
- 小产权房
- 城镇住房制度改革
- 住建部
- 九龙寨城